# Rohdendorfia
Rohdendorfia is een vliegengeslacht uit de familie van de zweefvliegen (Syrphidae).

## Soorten
- R. alpina Sack, 1938